# Mühlenstraße 18 (Quedlinburg)

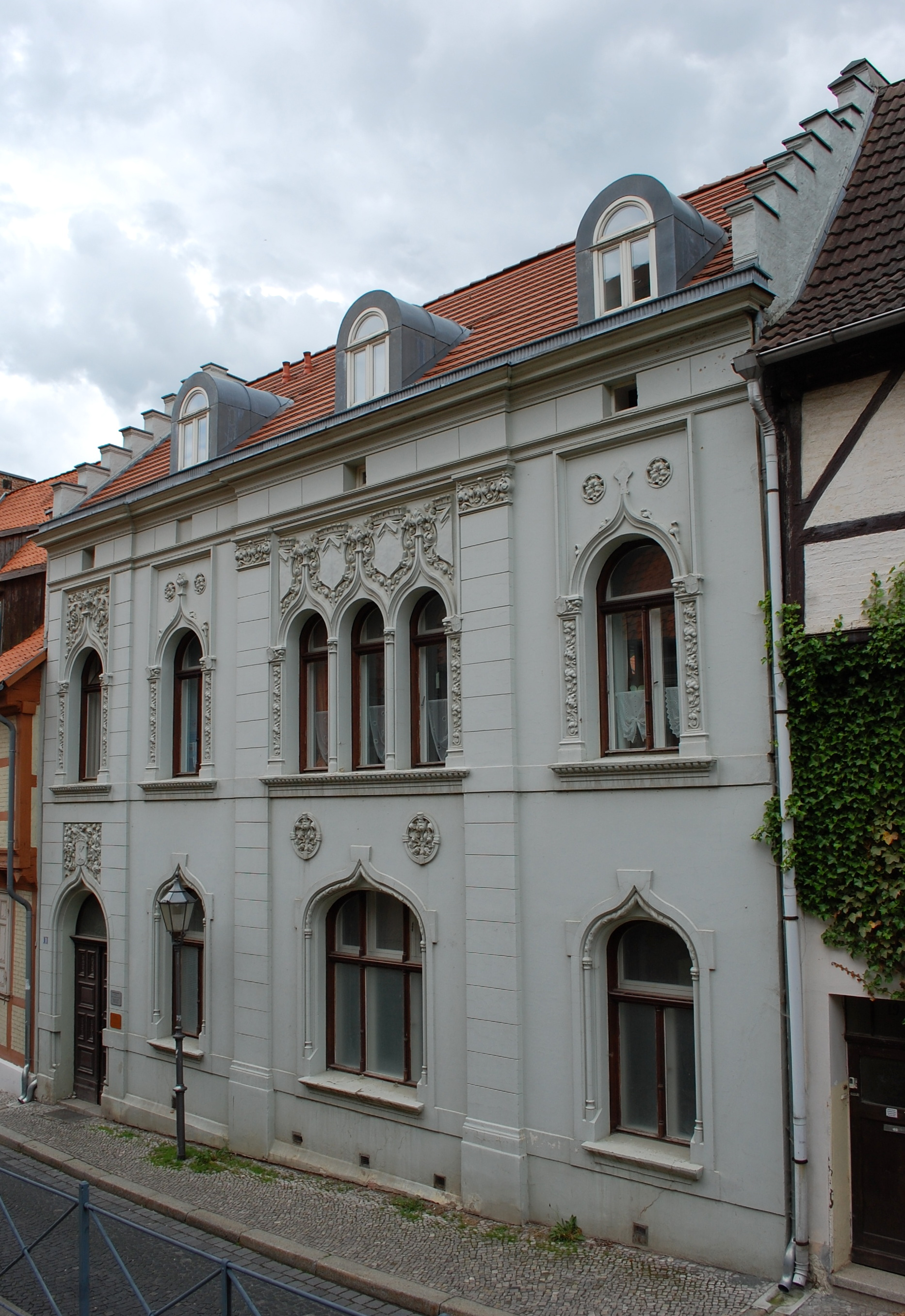
Mühlenstraße 18

Das Haus Mühlenstraße 18 ist ein denkmalgeschütztes Gebäude in der Stadt Quedlinburg in Sachsen-Anhalt. 
Es befindet sich südlich des Quedlinburger Schloßbergs auf der Südseite der Mühlenstraße. Das Haus ist im Quedlinburger Denkmalverzeichnis eingetragen. Östlich grenzt das gleichfalls denkmalgeschützte Haus Mühlenstraße 17, westlich das Haus Mühlenstraße 19 an.

## Architektur und Geschichte
Das zweigeschossige Wohnhaus entstand in der Zeit um 1860 im Stil der Neogotik, wobei Formen der Spätgotik verwandt wurden. Anders als die umgebende, in Fachwerkbauweise errichtete Bebauung, entstand das Haus in massiver Ausführung. Die verputzte Fassade ist üppig verziert und durch Pilastern gegliedert. Fenster und Haustür sind von Kielbögen überspannt, die zum Teil mit Akanthuslaub verziert sind.